# Nowoszyno
Nowoszyno (biał. Навашыно, Nawaszyno; ros. Навашино, Nawaszyno) – wieś na Białorusi, w obwodzie grodzieńskim, w rejonie korelickim, w sielsowiecie Krasna.
W dwudziestoleciu międzywojennym leżała w Polsce, w województwie nowogródzkim, w powiecie nowogródzkim.